# Exciter
Exciter je desáté studiové album Depeche Mode, vydané 14. května 2001 v UK a 15. května 2001 v USA. Je na něm použito mnohem více digitálních hudebních technik než na jejich ostatních albech. Producentem alba se stal Mark Bell (ze skupiny LFO), který se proslavil hlavně díky spolupráci s Björk. Obsahuje také několik písní, které se staly hity na klubové scéně, kupříkladu „I Feel Loved“. Album také odstartovalo turné Exciter Tour, které se následně stalo jedním z nejúspěšnějších v historii skupiny.

## Seznam skladeb
Všechny skladby napsal(i) Martin Gore. 
| Pořadí | Název                       | Autor | Délka |
| ------ | --------------------------- | ----- | ----- |
| 1.     | Dream On                    |       | 4:19  |
| 2.     | Shine                       |       | 5:32  |
| 3.     | The Sweetest Condition      |       | 3:42  |
| 4.     | When The Body Speaks        |       | 6:01  |
| 5.     | The Dead of Night           |       | 4:50  |
| 6.     | Lovetheme (instrumentální)  |       | 2:02  |
| 7.     | Freelove                    |       | 6:10  |
| 8.     | Comatose                    |       | 3:24  |
| 9.     | I Feel Loved                |       | 4:20  |
| 10.    | Breathe                     |       | 5:17  |
| 11.    | Easy Tiger (instrumentální) |       | 2:05  |
| 12.    | I Am You                    |       | 5:10  |
| 13.    | Goodnight Lovers            |       | 3:48  |

## Účast na albu
- Členové Depeche Mode:
  - David Gahan
  - Martin Gore
  - Andrew Fletcher
- Technika: Gareth Jones
- Pre-produkce a dodatečná produkce: Gareth Jones a Paul Freegard
- Mix: Steve Fitzmaurice
- Nahráno:
  - Londýn: RAK a Sarm West
    - za pomoci Borise Aldridge, Andrewa Daviese a Andrewa Griffithse.

  - Santa Barbara: Sound Design Studios
    - za pomoci Nicka Sevilla a Lisy Butterworthové.

  - New York: Electric Lady a Sony Studios
    - za pomoci Jonathana Adlera, Allissy Myhowichové a Jamese Changa.
- Dokončováno v The Exchange Mikem Marshem.
- Fotografie, obal a design: Anton Corbijn
- Management: Jonathan Kessler (Barton Inc.)
- Kancelář Depeche Mode: JD Fanger